# St. Barbara (Helbra)

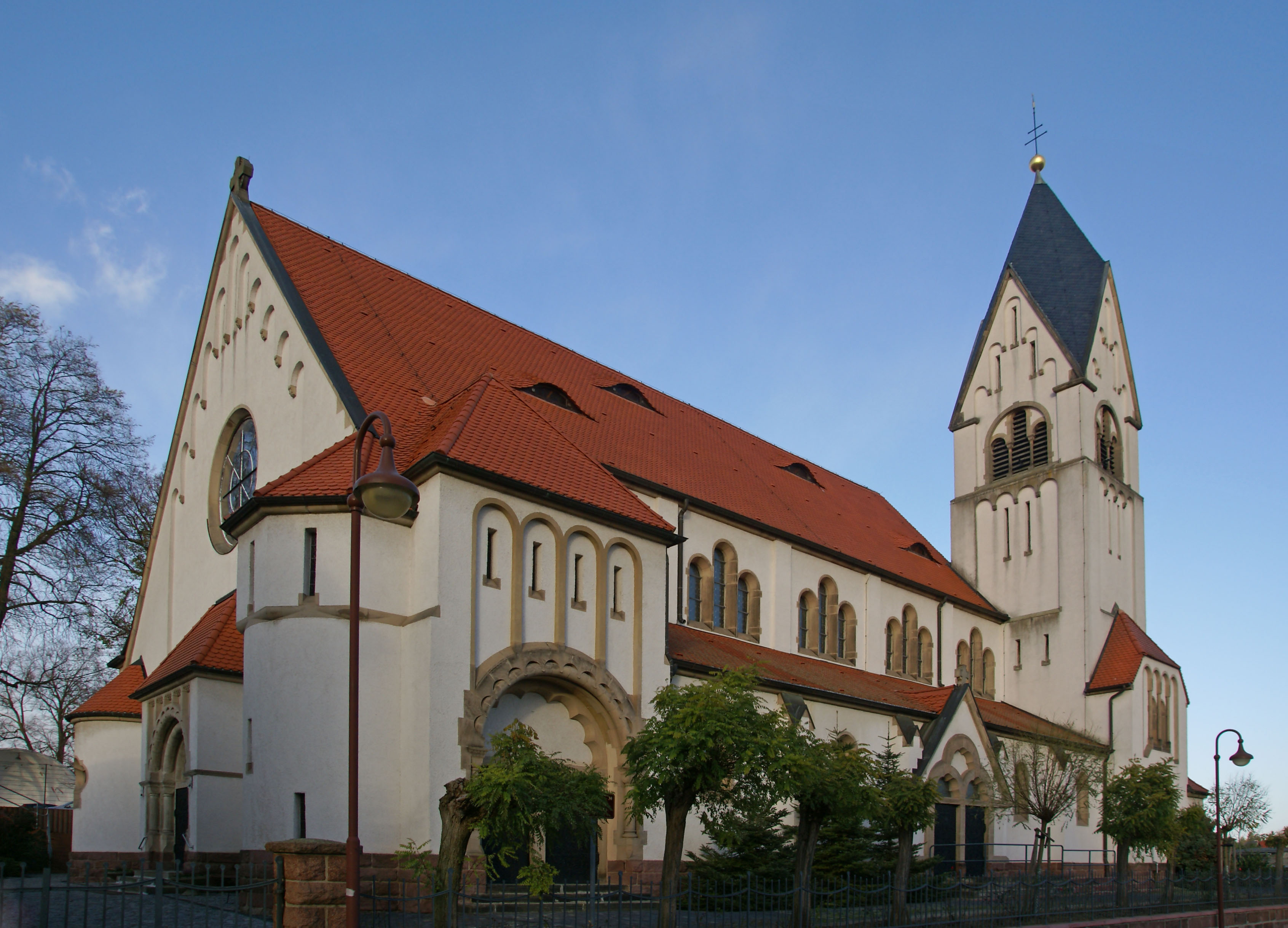
Ansicht von Nordwesten

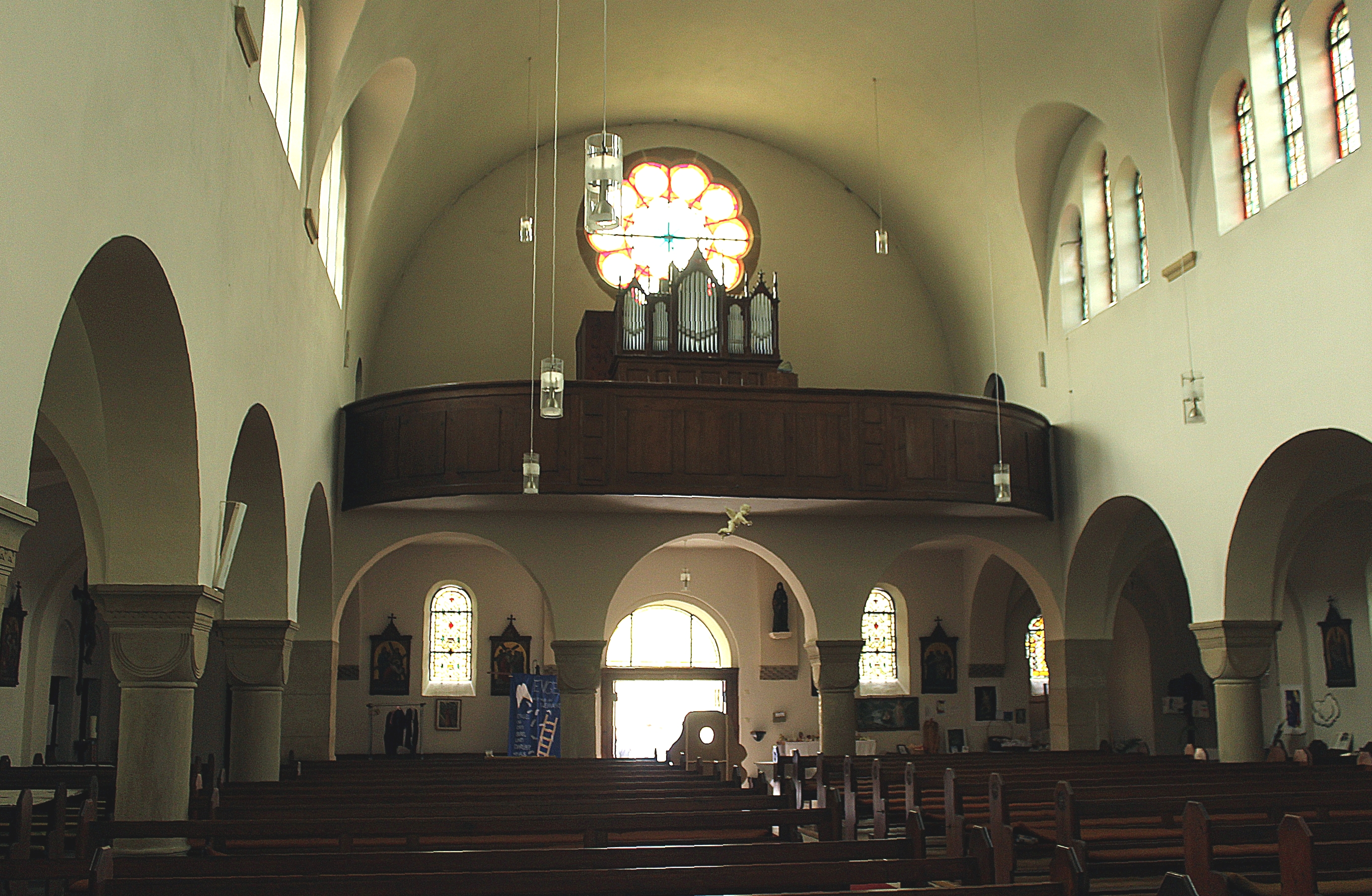
Blick zur Orgelempore

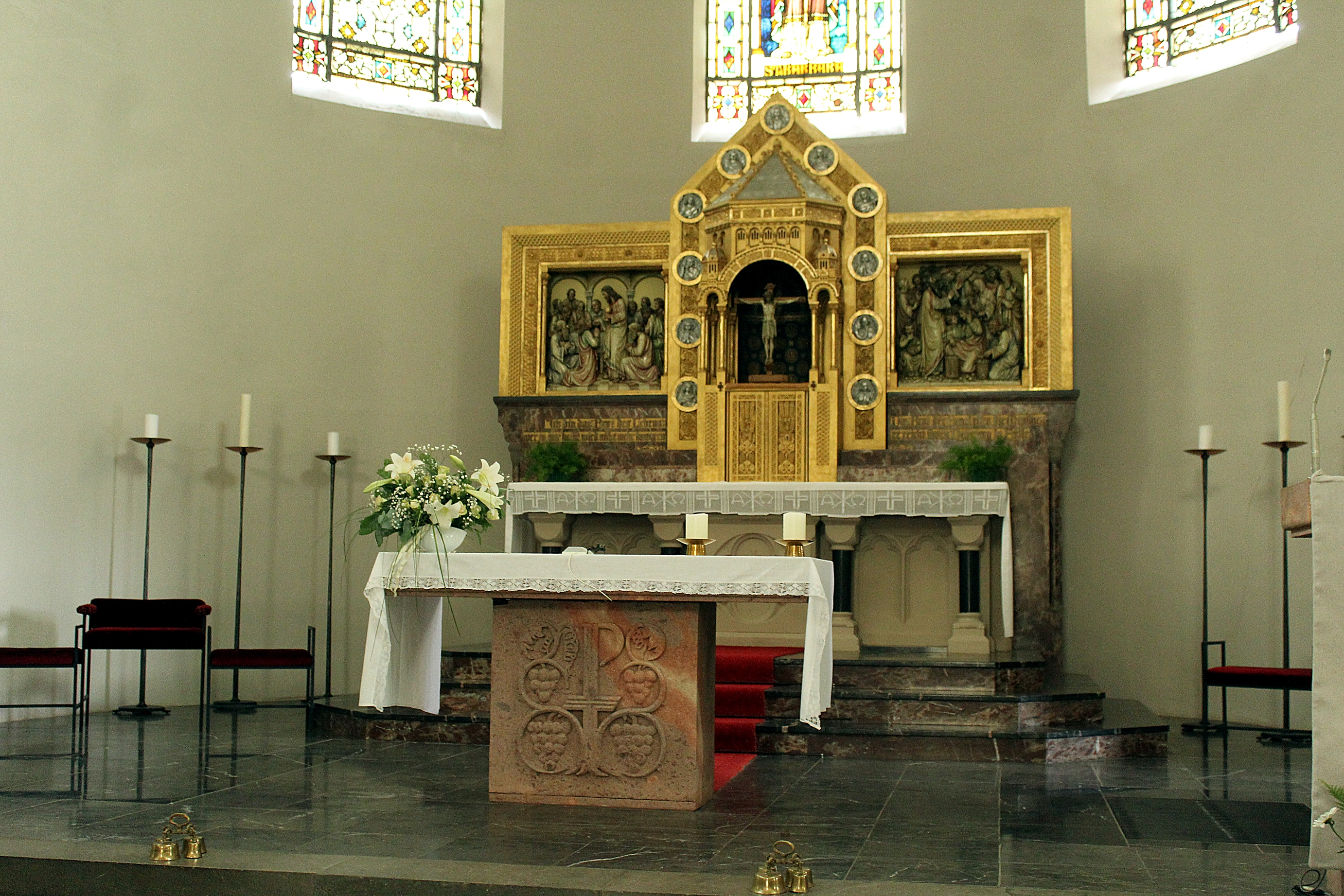
Hauptaltar

Die Kirche St. Barbara ist die katholische Kirche in der Gemeinde Helbra (Verbandsgemeinde Mansfelder Grund-Helbra) im Landkreis Mansfeld-Südharz in Sachsen-Anhalt. Sie steht unter Denkmalschutz und ist im Denkmalverzeichnis mit der Erfassungsnummer 094 75343 als Baudenkmal eingetragen. Die Kirche trägt das Patrozinium der heiligen Barbara von Nikomedien und ist die Pfarrkirche der Pfarrei St. Georg Hettstedt im Dekanat Merseburg des Bistums Magdeburg.

## Lage
Die Kirche steht an der Pestalozzistraße in Helbra, nur rund 50 Meter von der evangelischen Kirche Sankt Stephanus entfernt.

## Geschichte und Architektur
Nach dem Tod von Hoyer VI. von Mansfeld setzte sich in Helbra, das zur Grafschaft Mansfeld gehörte, die Reformation durch. Dadurch wurde die Bevölkerung von Helbra, die damals zum Archidiakonat Eisleben des Bistums Halberstadt gehörte, protestantisch.
Im 19. Jahrhundert kam es durch den Bergbau in der Mansfelder Mulde zum Zuzug von Katholiken, insbesondere aus Posen und Oberschlesien, in das seit der Reformation evangelische Mansfelder Land. 1843 zog mit Adam Schneider aus Steinbach (Eichsfeld) der erste Katholik nach der Reformation nach Helbra. Damals gehörte Helbra zur Pfarrei Halle, 1859 kam Helbra zur neugegründeten Missionspfarrei Eisleben. Von 1868 an hielt der Pfarrer aus Eisleben in Helbra gelegentlich katholische Gottesdienste, die im Saal des Gasthauses Schildnitz stattfanden. Am 16. Oktober 1882 wurde in Helbra eine katholische Schule eröffnet, die anfangs von 42 Kindern besucht wurde.
Erst nach dem Kulturkampf konnte ein Priester nach Helbra entsandt werden. Am 8. Dezember 1884 wurde der Priester Christian Schwermer aus Westfalen als erster ortsansässiger Seelsorger in Helbra eingeführt, womit in Helbra eine katholische Gemeinde gegründet wurde. Helbra gehörte damals zum Bistum Paderborn. Vikar Schwermer versammelte die Gemeinde zunächst weiterhin im Gasthaussaal zum Gottesdienst. Schwermer gründete auch verschiedene katholische Vereine und versorgte auch die Gemeinden im Umland, bis dort eigene Gemeinden (etwa ab 1890 Burgörner (Hettstedt) und Klostermansfeld und 1902 in Hergisdorf) entstanden.
Neben den Städten erhielten bald auch einige Dörfer katholische Sakralbauten. Einen solchen Fall stellt Helbra dar, das mit Hilfe der Mansfeldschen Kupferschieferbauenden Gewerkschaft eine Holzkirche erhielt, die als kleine Basilika gestaltet war. Auf einem Grundstück der Mansfeldschen Kupferschieferbauenden Gewerkschaft erfolgte am 7. Januar 1885 die Grundsteinlegung einer Kirche, die am 13. September 1885 durch den Naumburger Dechant Josef Rochell ihre Benediktion erhielt. Zuvor war die Gemeinde enorm schnell angewachsen, 1886 gehörten ihr schon 1596 Personen an. Am 1. Februar 1911 wurde die Kirchengemeinde Helbra, die inzwischen auf über 2000 Mitglieder angewachsen war, zur Pfarrei erhoben. Gerhard Gerling wurde ihr erster Pfarrer.
Schon bei ihrer Einweihung erwies sich die Holzkirche als zu klein, vor allem war sie aber ungenügender Schutz bei Wärme und Kälte, und so begann man am 12. Juli 1911 mit dem Neubau der Pfarrkirche, für deren Entwurf man bereits im Jahr 1909 den Leipziger Architekten Clemens Lohmer gewinnen konnte. Am 18. Februar 1912 konnte die neue, deutlich größere Kirche benediziert werden. Die bischöfliche Kirchweihe folgte am 20. Juni 1913 durch Heinrich Haehling von Lanzenauer, Weihbischof des Bistums Paderborn.
Diese neuromanische Basilika ist ein detailreicher verputzter Backsteinbau mit einem Turm südlich der Ostapsis sowie Anbauten an der Süd- und Westseite.
Ein katholisches Gemeindezentrum wurde am 16. Februar 1996 durch Bischof Leo Nowak eingeweiht, nachdem der Vorgängerbau, der von der katholischen Gemeinde über 100 Jahre zuvor erworbene Saal („Kasino“) einer Gaststätte, zwei Jahre zuvor abgerissen worden war.
Am 28. Januar 2007 wurde der Gemeindeverbund Hettstedt – Gerbstedt – Helbra – Klostermansfeld – Siersleben errichtet, der auch Gemeindeverbund Mansfelder Land genannt wurde. Zu diesem Zeitpunkt gehörten zur Pfarrei St. Barbara in Helbra rund 700 Katholiken.
Das Dekanat Eisleben, zu dem die St.-Barbara-Kirche gehörte, wurde zum 1. Januar 2009 aufgelöst und die Pfarrei Helbra dem neugegründeten Dekanat Merseburg angeschlossen, zu dem sie bis heute gehört. Am 28. November 2010, dem 1. Sonntag im Advent, entstand aus dem Gemeindeverbund die heutige Pfarrei St. Georg Hettstedt, zu der neben der St.-Barbara-Kirche in Helbra auch die Kirche St. Joseph in Klostermansfeld und die Kapelle St. Josef in Hettstedt gehören. Die zu diesem Zeitpunkt ebenfalls der Pfarrei St. Georg Hettstedt angeschlossenen Kirchen Herz Jesu in Gerbstedt, Unbefleckte Empfängnis in Hettstedt und St. Bonifatius in Siersleben wurden von 2014 bis 2020 profaniert.

## Inneres und Ausstattung
Neben den Bleiglasfenstern befinden sich in der geosteten Kirche Altäre, ein Taufstein, eine Orgel und auch eine Marienskulptur. Die heilige Barbara, die Schutzpatronin der Kirche, ist im mittigen Buntglasfenster des Chores dargestellt. Die jetzige Orgel wurde 2020/21 aus der 2020 profanierten Pfarrkirche Unbefleckte Empfängnis in Hettstedt umgesetzt und für Helbra mit neuen Prospektpfeifen versehen.